# Skumring
Skumring (norwegisch Abenddämmerung) ist eine 2004 gegründete Atmospheric-Doom-Band.

## Geschichte
Skumring wurde von und mit den Geschwistern Cecilie und Cristoffer „Vàli“ Langlie 2004 gegründet. Die Band veröffentlichte ein Demo im gleichen Jahr und im darauf folgenden das Debüt De Glemte Tider über Aftermath Music. Im Jahr 2015 veröffentlichte das von Cecilie Langlie mit dem kurz zuvor in die Band geholten Tom Simonsen gegründete Label Secret Quarters das Debüt erneut. Veröffentlichungen neuer Musik der Gruppe blieb indes aus. Cecilie Langlie und Tom Simonsen betrieben zugleich mit Kjetil Ottersen das Projekt Omit, während Cristoffer „Vàli“ Langlie gemeinsam mit Cecilie Langlie das Neofolk-Projekt Vàli unterhält, wodurch die Fortführung von Skumring fraglich blieb.
Das Album wurde unterdessen als Klassiker folkloristisch beeinflussten norwegischen Doom Metals betrachtet. Auch Rezensionen aus der Zeit der Erstveröffentlichung schrieben der Gruppe eine hohe Qualität zu und lobten die Musik des Demos und des Albums als Fortführung der Ideen des Debüts von The 3rd and the Mortal. So hieß es in Rezensionen De Glemte Tider sei „ein durch und durch gelungenes Debüt, das von Anfang bis Ende homogen wirkt“ und „ein sehr überzeugendes Debüt, das vor allem mit seinen schönen Arrangements zwischen Akustik- und E-Gitarre fesselt und sowohl textlich als auch gesanglich sehr poetisch und emotional geraten“ sei.

## Stil
Die Musik von Skumring wird als analog zum Frühwerk von The 3rd and the Mortal als Atmospheric Doom beurteilt. Als weitere Vergleichsgrößen werden Funeral, Estatic Fear und Empyrium angeführt. Im Verhältnis zu The 3rd and the Mortal sei die Musik von Skumring schwerer und stärker vom Funeral Doom geprägt. Letzthin spiele die Gruppe einen „atmosphärischen, melodischen Funeral Doom mit cleanem Frauengesang“. Besondere Stilelemente der Musik seien die Verbindung von „poetischen Akustik- und Leadgitarren mit Oles schweren Doom-Riffs, über denen Cecilies Gesang geradezu schwebt.“

## Diskografie
- 2004: Demo 2004 (Demo, Selbstverlag)
- 2005: De Glemte Tider (Aftermath Music, 2015: Secret Quarters)